# یواس‌اس ریونج (ای‌ام-۱۱۰)
یواس‌اس ریونج (ای‌ام-۱۱۰) (به انگلیسی: USS Revenge (AM-110)) یک کشتی بود که طول آن ۲۲۱ فوت ۳ اینچ (۶۷٫۴۴ متر) بود. این کشتی در سال ۱۹۴۲ ساخته شد.